# Любимцево (Переславский район)
Любимцево — деревня в Переславском районе Ярославской области.

## География
Деревня расположена в 147 км от Ярославля, 28.5 км от Переславля-Залесского на левом берегу реки Черноречка в окружени сельскохозяйственных полей. 

## История
В 1609 году вотчинная деревня Данилова монастыря в Киучерском стане. В 1764 году при секуляризации перешла в казну.

## Население
| 1859 | 1905 | 1926 | 2007 | 2010 |
| ---- | ---- | ---- | ---- | ---- |
| 234  | ↗349 | ↗384 | ↘9   | ↘8   |

## Инфраструктура
Основа экономики — личное подсобное хозяйство. Имеется 2 пруда.
Почтовое отделение №152006, расположенное в посёлке Рязанцево, на октябрь 2022 года обслуживает в деревне 43 дома.
Единственная улица деревни — Центральная.

## Транспорт
Рядом с деревней проходит автомобильная дорога 78Н-0530 «Рязанцево — Горки». В самой деревне грунтовая дорога. Остановка общественного транспорта «Любимцево» обслуживается автобусными маршрутами №№103 (Переславль-Залесский — Горки), 117 (Переславль-Залесский — Смоленское). Железнодорожная станция Рокша находится в 2.57 километрах от деревни. Железнодорожная станция Рязанцево находится в 4х километрах.